# Anatolij Tarasov
Anatolij Vladimirovitj Tarasov, ryska: Анатолий Владимирович Тарасов, född 10 december 1918 i Moskva, Sovjetunionen, död 23 juni 1995 i Moskva, Ryssland, var en rysk-sovjetisk ishockeyspelare och tränare. 

## Karriär
Anatolij Tarasov spelade som centerforward i den sovjetiska mästarligan för VVS MVO Moskva och CSKA Moskva åren 1945–1953.
Han blev sovjetisk mästare 18 gånger med CSKA Moskva. Under åren 1947 till 1953 var han även spelande tränare för klubben.
Som tränare ledde Tarasov Sovjetunionens landslag 1958–1960 samt 1962–1972 till tre OS- och nio VM-titlar 1963–1972. Under hans ledning kom landslagets snabba och passningssäkra spel ibland att benämnas som "klapp-klapp-hockey".
Tarasov upptogs 1974 som förste europeiske tränare i NHL:s Hockey Hall of Fame.